# Lengyeltóti János
Lengyeltóti János (Szigetvár, 1910. szeptember 28. – Mozsgó, 1991. december 1.) néptanító, népművelő.

## Életpályája
Az elemi és polgári iskoláit szülővárosában végezte, majd a Pécsi Tanítóképzőben szerzett kántortanítói diplomát. Rövid kitérő után, 1930. november 20-án kezdte meg tanítói munkáját a mozsgói iskolában. 1933-ban a falu népművelője lett. 1942-től igazgatónak nevezték ki. Ezzel egy időben a járási néprajzi előadói munkakört is betöltötte.
Többszöri katonai gyakorlatra való behívása után kikerült a keleti frontra, a doni harcokba. Ezzel kapcsolatos élményeiről mesél Sára Sándor huszonöt részes Krónika című sorozatában. 1946 augusztusában került haza, és folytatólagosan átvette a körzeti iskola irányítását és a népművelői felelős munkakört. 1947 és 1949 között tanulmányi felügyelő volt.
Az 1956-os helyi eseményekben való részvétele miatt pedagógusi állásából felfüggesztették, szolgálati lakását is el kellett hagynia. Ebben az időszakban kántorként dolgozott. 1963-ban rehabilitálták, ismét bekapcsolódhatott a népművelési teendőkbe, a körzeti művelődési otthon igazgatója lett. Járási honismereti szakreferensi tevékenységet is ellátott. 1968-ban a Baranya megyei Műemlék Albizottság tagjává választották. 1974-ben kinevezték a Népművelési Intézet keretében szervezett Művelődési Ház Vezetők Országos Munkaközösségének tagjává. (1956-ban ő szorgalmazta a művelődési ház megépítését.) Az általa irányított Ifjúsági Klub mintául szolgált a környék ifjúsága számára.
1977-ben vonult nyugdíjba, de szakkörét és gyűjteménye gondozását nem hagyta abba, egészen addig, amíg erre egészségi állapota rá nem kényszerítette.
1980-ban az aranydiploma-átadási ünnepségét Sára Sándor filmrendező stábja is rögzítette. Ez az anyag részét képezte Néptanítók című filmjének.
1990-ben vehette át gyémántdiplomáját. 1991-ben Mozsgó első díszpolgárává választották. Az év december 1-jén elhunyt. Szeretett falujában kísérték végső útjára, majd helyezték örök nyugalomra december 12-én.

## Emlékezete
A mozsgói általános iskola 1996. május 8-ától az ő nevét viseli, ahol évről évre ünnepségi keretek között megemlékeznek róla.

## Művei

### Könyvei
- A Mozsgói Önkéntes Tűzoltótestület nyolcvan éve. Mozsgói Községi Tanács, Mozsgó, 1971.
- Mozsgó múltjából Archiválva 2014. február 1-i dátummal a Wayback Machine-ben. Mozsgó, 2010.

### Írásai, tanulmányai (válogatás)
- Növekvő szabadidő – növekvő műveltség. In: Baranyai Művelődés, 1969.
- A mozsgói Honismereti Szakkör nyári munkaterve. In: Baranyai Művelődés, 1976/IV.
- A mozsgói honismereti szakkör munkájáról. In: Tímár Irma (szerk.): Baranya megyei honismereti emléklapok : 1945, 1960, 1985. Megyei Művelődési Központ, Pécs, 1985.